# Wahnesia prothoracalis
Wahnesia prothoracalis – gatunek ważki z rodziny Argiolestidae.
Owad ten jest endemitem części Nowej Gwinei należącej do Papui-Nowej Gwinei, znanym tylko z okazów typowych odłowionych w 1933 roku w rejonie Kokoda w Górach Owena Stanleya na wysokości około 365 m n.p.m.